# Célia Aymonier
Célia Aymonier, född 5 augusti 1991, är en fransk skidskytt och före detta längdskidåkare. Hon ingick i det franska damlag som tog brons i stafett vid VM i skidskytte 2017.
Aymonier tävlade i längdskidåkning vid olympiska vinterspelen 2014.